# Terneuzen
Terneuzen (IPA: 'tɛrˈnøːzə(n)' ) város rangú település és község Hollandia délnyugati részén, Zeeland tartományban,  Tengermenti Flandria közepén. Közel 55 000 lakosával Zeeland legnépesebb települése.

## Terneuzenen belül elhelyezkedő települések (népességszámmal)
- Terneuzen (25 450)
- Axel (7785)
- Sas van Gent (3850)
- Zaamslag (2780)
- Hoek (2930)
- Koewacht (2495)
- Sluiskil (2240)
- Philippine (2080)
- Westdorpe (1890)
- Biervliet (1550)
- Zuiddorpe (900)
- Spui (175)
- Overslag (250)

## Fordítás
Ez a szócikk részben vagy egészben  a   Terneuzen című angol Wikipédia-szócikk fordításán alapul.  Az eredeti cikk szerkesztőit annak laptörténete sorolja fel. Ez a jelzés csupán a megfogalmazás eredetét és a szerzői jogokat jelzi, nem szolgál a cikkben szereplő információk forrásmegjelöléseként.